# Francesco Godigna
Francesco Godigna (Godina) (Pula, Hrvatska, ondašnja Austro-Ugarska 12. veljače 1908. - ?) je bio talijanski nogometaš hrvatskog podrijetla.
Igrao je na sredini terena.

## Igračka karijera
Igrao u prvoj polovici '30-ih, i to za "Ternanu", "Perugiu" i "Genou".

## Trenerska karijera
Bio je trenerom Venezuele.